# Cmentarz żydowski w Lewinie Brzeskim
Cmentarz żydowski w Lewinie Brzeskim – powstał w 1880 (pierwsi Żydzi przybyli na te tereny w XVIII wieku a w 1937 miasto zamieszkiwało już tylko 30 Żydów), jego pozostałości znajdują się przy ul. Powstańców Śląskich. Po dewastacji cmentarza nie przetrwały żadne fragmenty macew a teren na którym się znajdował został częściowo zabudowany.